# Konstantinos Kyriakos

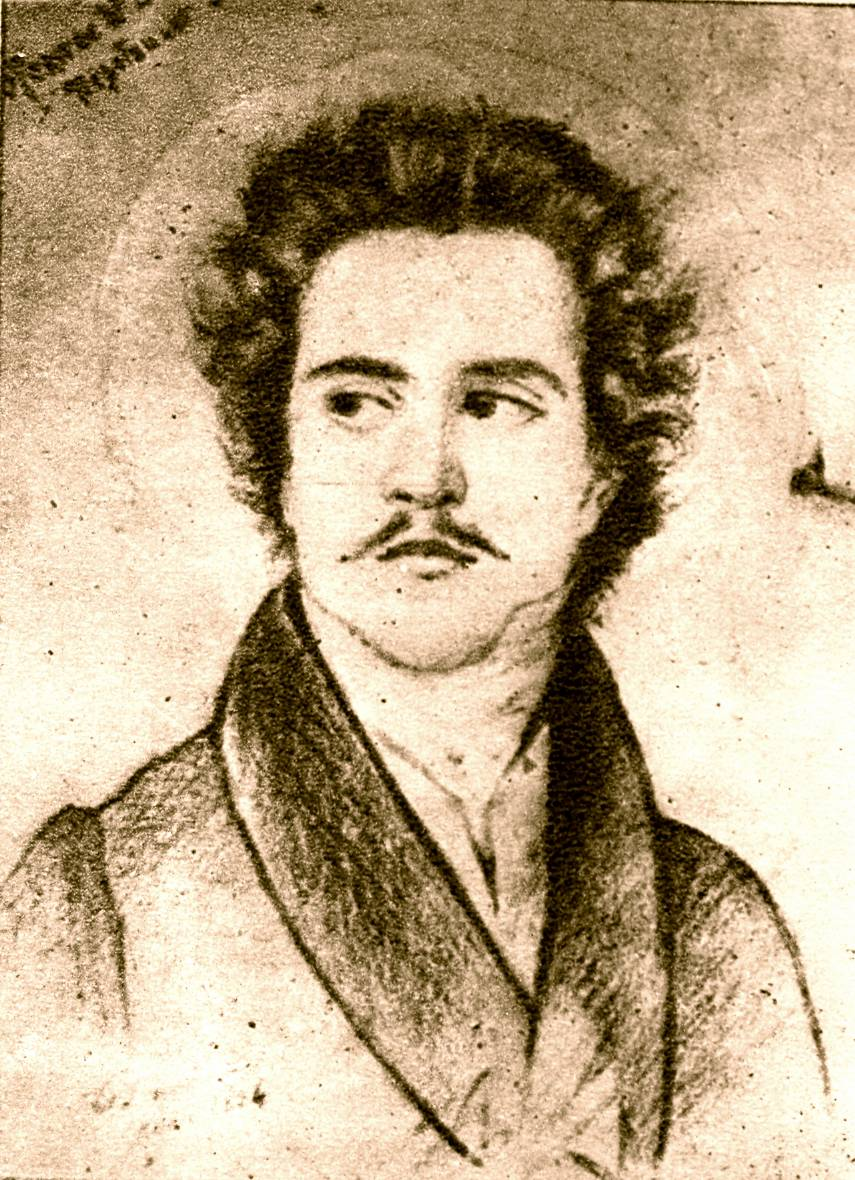
Konstantinos Kyriakos, Zeichnung von Louis Dupré

Konstantinos Kyriakos (griechisch Κωνσταντίνος Κυριακός, auch Konstantinos Kyriakos-Aristias; rumänisch / Künstlername: Costache Aristia; * 1800 in Konstantinopel, nach rumänischen Quellen in Bukarest; † 18. April 1880 in Bukarest) war ein rumänischer Schauspieler, Autor und Revolutionär griechischer Herkunft.

## Biografie
Geboren als Sohn griechischer Eltern, besuchte er die griechische Schule in Bukarest.
Als Student spielte er bei Aufführungen einer von Prinzessin Rallou Karatza ins Leben gerufenen griechischen Theatergruppe Hauptrollen in den Werken Brutus von Voltaire, Timoleon von Ioannis Zambelis, Philip II. von Vittorio Alfieri. Beseelt von den Ideen der Aufklärung und dem Gedanken der Befreiung Griechenlands von der osmanischen Herrschaft, schloss er sich der Filiki Eteria an und beteiligte sich als Mitglied der griechischen Revolutionstruppe von Alexander Ypsilantis an dem Aufstand von 1821. Nach der Niederlage bei Drăgășani musste er fliehen; Rallou Karatza schickte ihn auf eigene Kosten nach Frankreich, um bei François-Joseph Talma die Schauspielkunst zu studieren.
1825 trat er bei Aufführungen auf Korfu auf, die von der Ionischen Akademie veranstalten wurden. 1827 kehrte er nach Bukarest zurück. Er unterrichtete Griechisch und Französisch am Nationalkolleg St. Sava. Mit Ion Heliade-Rădulescu und anderen Intellektuellen, die der demokratischen revolutionären Bewegung verbunden waren, gründete er 1833 die Schauspielschule der Philharmonischen Gesellschaft, an der er unterrichtete. Damit wurde der Grundstein für einen professionellen Kader des rumänischen Theaters gelegt.
Er war als Schauspieler, Übersetzer und Autor tätig. Er übersetzte Homers Ilias ins Rumänische, ferner Plutarch, Moliere, Alfieri und andere Autoren.
1840 begab sich Kyriakos-Aristias nach Athen, um mit Unterstützung der „Philodramatischen Gesellschaft“ eine Schauspielschule zu gründen und ein neues griechisches Theater ins Leben zu rufen. Er blieb jedoch erfolglos und kehrte nach Bukarest zurück.
An der Rumänischen Revolution von 1848 beteiligte er sich als Oberst der Nationalgarde. Nach der Niederlage der Revolution begab er sich ins Exil und lebte in Österreich, Frankreich, der Türkei und Griechenland. 1851 konnte er wieder nach Rumänien zurückkehren. Dort gründete er 1853 die Zeitung Săteanul creștin.
Aristia war zusammen mit Ion Heliade-Rădulescu und Ion Câmpineanu Mitbegründer des Nationaltheaters von Bukarest, das am 31. Dezember 1852 seine Pforten öffnete. Die Planungen gingen bis auf das Jahr 1836 zurück.

## Werke
- Harmodios und Aristogeiton oder Die Panathenäen, Tragödie in fünf Akten (Αρμόδιος και Αριστογείτων : ή τα Παναθήναια), Athen 1840 (Digitalisat)